# Елена Телбис
Елена Телбис е българска актриса.

## Биография
Елена Телбис е родена на 13 август 1990 г. във Велико Търново. Завършва Националната академия за театрално и филмово изкуство през 2013 г. в класа на Ивайло Христов. По-късно записва и магистратура по режисура.
От 2014 г. е в трупата на Народния театър, където участва в много представления. Сред тях са „Дивата патица“ от Хенрик Ибсен на режисьора Крис Шарков, „Каквато ти ме искаш“ от Луиджи Пирандело, поставена от Теди Москов, „Жана“ от Ярослава Пулинович и „Хамлет“, поставени от Явор Гърдев, и др. Участва също в постановки на Театър „Азарян“, Театрална работилница „Сфумато“, Театър 199, „Топлоцентрала“ и др. След напускането си на Народния театър е на свободна практика.
Освен в театъра има много роли и в киното и телевизията. Особено известна с ролята си на Елена във филма на Ивайло Христов „Каръци“.

## Награди
Награда на НАТФИЗ за най-добра актриса за 2013 г.
Номинация за „Аскеер“ (2014) за изгряваща звезда.
Награда за най-добра женска роля на фестивала „Златна роза“ (Варна, 2015) за ролята на Елена в „Каръци“.
Награда „Икар“ (2015) за ролята на Катя в представлението „Жана“.
Награда „Аскеер“ (2024) за най-добър моноспектакъл – Prima Facie, спектакъл, който прави сама, с помощта на Светлана Янчева като консултант.
Първата ѝ авторска пиеса „Боклук“ (2021 г.) е отличена с две награди – „Аскеер“ и „Икар“ – за драматургичен текст.  „Боклук“ печели и шестото издание на конкурса „Славка Славова“ през 2019 г.